# Erik Lindh (velejador)
Erik Aleksander Lindh (Hämeenkoski, 1 de maio de 1865 — Juva, 1 de dezembro de 1914) foi um velejador finlandês, medalhista olímpico. Ele competiu nos Jogos Olímpicos de Verão de 1912 na classe 10 Metre e conquistou a medalha de prata na disputa a bordo do Nina com Harry Wahl, Waldemar Björkstén, Jacob Björnström, Bror Brenner, Allan Franck e Juho Aarne Pekkalainen.